# Уилсон, Александра
Алекса́ндра Уи́лсон (англ. Alexandra Wilson; род. 17 июля 1968, Пасадина, Калифорния) — американская актриса.

## Биография
Александра Линетт Уилсон родилась 17 июля 1968 года в Пасадине (штат Калифорния, США).
В 1984 году Александра дебютировала в кино, но сыграв 24 роли в фильмах и телесериалах к 2006 году она решила окончить кинокарьеру. В 2013 году вернулась в кино с ролью Викки в фильме «Жизнь наизнанку».